# Le Cavalier sans tête
Pour plus de détails, voir Fiche technique et Distribution.
Le Cavalier sans tête (en russe : Всадник без головы, Vsadnik bez golovy) est un film cubano-soviétique réalisé par Vladimir Weinstock, sorti en 1973, adapté du roman éponyme de Thomas Mayne Reid,,,,.

## Synopsis
Les événements ont lieu en 1850 au Texas (États-Unis). Louise Poindexter, la fille du riche propriétaire de l'hacienda Casa del Corvo, tombe amoureuse du pauvre cow-boy Maurice Gerald. La nuit de leur rendez-vous secret, son frère Henry disparaît. Les soupçons de meurtre tombent sur Gerald, qui a été trouvé couvert de sang, avec des signes de lutte sur son corps et portant la cape d'Henry. La foule en colère est prête à lyncher Gérald, quand un mystérieux cavalier sans tête fait son apparition.

## Fiche technique
- Titre : Le Cavalier sans tête
- Titre original : Всадник без головы, Vsadnik bez golovy
- Réalisation : Vladimir Weinstock j'aime les hommes
- Scénario : Vladimir Weinstock et Pavel Finn
- Direction artistique : Yakov Rivosh et Grachya Mekinyan
- Décors : Tamara Polianskaïa
- Musique : Nikita Bogoslovski
- Photographie : Konstantin Ryjov
- Montage : Elena Sadovskaïa
- Maquillage : Vassili Goriunov
- Son : Tigran Silayev
- Production : Lenfilm
- Pays d'origine :  Union soviétique -  Cuba
- Format : Couleur - 2.20 : 1 - Mono
- Genre : ostern, mélodrame
- Durée : 104 minutes
- Langue : russe
- Date de sortie : 23 juillet 1973

## Distribution
- Oleg Vidov : Maurice Gerald
- Lioudmila Savelieva : Louise Poindexter
- Eslinda Núñez : Isidora Covarubio
- Enrique Santisteban : El Coyote
- Alejandro Lugo : Woodley Poindexter
- Aarne Üksküla : Cassius Calhoun
- Ivan Petrov : Zeb Stump
- Rolando Dias Reyes : Major
- Aleksandr Milokosty : Henry Poindexter
- Platon Leslie : Pluton
- Maria Fara : chanteuse